# Rosa darginica
Rosa darginica es una especie de planta del género Rosa, de la familia Rosaceae.

## Taxonomía
Rosa darginica fue descrita por Husseinov en 1989.

## Distribución
Se encuentra en el territorio de Cáucaso septentrional.